# فرودگاه بئرشبع (تیمان)
فرودگاه بئرشبع (تیمان) (به انگلیسی: Be'er Sheva (Teyman) Airport) یک فرودگاه همگانی با کد یاتا BEV است که یک باند فرود آسفالت دارد و طول باند آن ۱۰۳۱ متر است. این فرودگاه در شهر بئرشبع کشور اسرائیل قرار دارد و در ارتفاع ۲۰۰ متری از سطح دریا واقع شده‌است.